# Битка код Монтебела (1859)
Битка код Монтебела вођена је 20. октобра 1859. године између француско-италијанске војске са једне и аустријске војске са друге стране. Део је Другог рата за уједињење Италије, а завршена је савезничком победом.

## Битка
Французи успевају да пре Аустријанаца уђу у Пијемонт. Франц Ђулај, командант аустријских трупа, наредио је 20. маја генералу Францу Штадиону да са 6 бригада 4. комбинованог корпуса (око 20.500 људи) пређе По и предузме насилно извиђање. У нападу на 13 батаљона, 1 ескадрон и 12 топова француске 1. дивизије и пијемонтску лаку коњичку бригаду, чији се један пук налазио код Кастеђа, аустријска лева колона одбацила је пијемонтску коњицу и заузела Кастеђо. Када су сазнале да је заузет Кастеђо, остале две колоне наставиле су покрет, али је од аустријских снага на бојишту у широј околини Монтебела стигло само 14 батаљона, 7 ескадрона и 36 топова. Французи у таквој ситуацији уводе у борбу једну бригаду са 7 батаљона према Ђенестрелу и 4 батаљона друге бригаде дуж железничке пруге. Те снаге успеле су да потисну Аустријанце са висова код Ђенестрела, али су код Монтебела наишле на јачи отпор аустријских резерви. Монтебело је пао после једночасовне борбе. Аустријанци су изгубили око 1300, а Французи око 600 људи.